# Katharine Kerr
Katharine Nancy Brahtin Kerr (Cleveland, 3 ottobre 1944) è una scrittrice statunitense di romanzi fantasy.

## Biografia
Trasferitasi a San Francisco all'età di 18 anni, si appassiona all'archeologia e alla storia della letteratura medioevale, conoscenze che poi riverserà nei suoi romanzi fantasy.
Abbandonata la Stanford University a metà degli anni sessanta, Katharine s'industria in vari lavori sottopagati, che però le lasciano il tempo di approfondire le sue letture e conoscenze, senza escludere la sua grandissima passione per il baseball e per i gatti. Le stesse passioni che troverà in Howard Kerr, suo vecchio compagno di scuola che incontra a San Francisco e che sposa nel 1973.
Nel 1979 un amico regala a Katharine un gioco di ruolo di ambientazione fantasy. La donna è talmente affascinata e intrigata da quella novità, che comincia a scrivere articoli sul tema per riviste di gioco e in seguito a contribuire ai moduli di gioco per alcune case produttrici. In seguito, trasporta l'esperienza acquisita nel mondo fantasy in una fortunata serie di romanzi.
Nel 1995 il suo libro Il tempo della giustizia viene nominato come miglior romanzo per il premio "British Fantasy Society".

## Opere

### Ciclo di Deverry

#### 1.Deverry
1. 1986 -  La lama dei Druidi (Daggerspell), TEA (ISBN 9788850203796)
2. 1987 -  L'incantesimo dei Druidi (Darkspell), TEA (ISBN 9788850204328); Editrice Nord (ISBN 9788842908272)
3. 1989 -  Il destino di Deverry (The Bristling Wood), TEA (ISBN 9788850205448); Editrice Nord (ISBN 9788842908975)
4. 1990 -  Il Drago di Deverry (The Dragon Revenant), TEA (ISBN 9788850208326); Editrice Nord (ISBN 9788842909613)

#### 2.Le terre occidentali
1. 1991 -  Il tempo dell'esilio (A Time of Exile), TEA (ISBN 9788850209309)
2. 1992 -  Il tempo dei presagi (A Time of Omens), TEA (ISBN 9788850211197); Editrice Nord (ISBN 9788842910909)
3. 1993 -  I giorni del sangue e del fuoco (Days of Blood and Fire), TEA (ISBN 9788850211746); Editrice Nord (ISBN 9788842911036)
4. 1994 -  Il tempo della giustizia (Days of Air and Darkness), TEA (ISBN 9788850211203); Editrice Nord (ISBN 9788842911418)

#### 3.L'immagine del Drago
1. 1997 -  Il grifone rosso (The Red Wyvern), Editrice Nord (ISBN 9788842912224)
2. 1998 -  Il corvo nero (The Black Raven), Editrice Nord (ISBN 9788842912309)
3. 2000 -  Il drago di fuoco (The Fire Dragon), Editrice Nord (ISBN 9788842912613)

#### 4.The Silver Wyrm(inedita in Italia)
1. 2006 - Il falco d'oro (The Gold Falcon)
2. 2007 - La pietra dello spirito (The Spirit Stone)
3. 2008 - L'isola d'ombra (The Shadow Isle)
4. 2009 - La maga d'argento (The Silver Mage)

### Ciclo di Polar City
Scritti con Kate Daniel
1. 1990 - Polar City Blues
2. 2000 - Polar City Nightmare

### Altri romanzi
- 1992 - Resurrection
- 1995 - Freeze Frames
- 1996 - Palace - scritto con Mark Kreighbaum
- 2003 - Snare

### Racconti
- 1993 - Il teschio (The Skull's Tale) - raccolto in Dinosauri a Manhattan, I Grandi Tascabili Bompiani 317